# Saint-Aubin-du-Plain
Saint-Aubin-du-Plain es una comuna francesa situada en el departamento de Deux-Sèvres, en la región de Nueva Aquitania.

## Demografía
| 490 | 427 | 475 | 521 | 527 | 554 | 561 |
| Para los censos de 1962 a 1999 la población legal corresponde a la población sin duplicidades (Fuente: INSEE [Consultar]) |     |     |     |     |     |     |